# Bondone
Bondone település Olaszországban, Trento megyében. Lakosainak száma 641 fő (2023. január 1.). Bondone Bagolino, Idro, Magasa, Storo, Ledro és Valvestino községekkel határos.

## Népesség
A település népességének változása:
| Lakosok száma | 673  | 667  | 641  |
|               | 2017 | 2018 | 2023 |